# Contarinia tephrosiae
Contarinia tephrosiae är en tvåvingeart som först beskrevs av Mani 1943.  Contarinia tephrosiae ingår i släktet Contarinia och familjen gallmyggor. Inga underarter finns listade i Catalogue of Life.